# 岳安郡
岳安郡，中国南北朝时设置的郡。
南朝梁天监六年（507年）置岳安郡，为霍州治。治所在岳安县（今安徽霍山县）。辖境约当今安徽省霍山县。太清三年（549年）被东魏占领，北齐废除霍州，南朝陈太建五年（573年），南陈夺得岳安郡，重设霍州。太建十一年（579年）岳安郡被北周占领，下辖岳安县、开化县。隋文帝开皇三年（583年）废岳安郡、霍州，岳安县改名霍山县，霍山县、开化县属庐州。